# Sant Vicenç d’Alcaidús
Sant Vicenç d’Alcaidús (vollständiger Name Poblat talaiòtic de Sant Vicenç d’Alcaidús, „Talaiotisches Dorf von Sant Vicenç d’Alcaidús“) ist eine archäologische Ausgrabungsstätte auf der spanischen Baleareninsel Menorca. Gemeinsam mit der benachbarten Fundstätte Biniaiet Vell bildete sie eine der Talayot-Kultur zugeordnete Siedlung.

## Lage
Sant Vicenç d’Alcaidús liegt etwa 5,5 Kilometer westlich des Stadtzentrums von Maó unmittelbar nördlich der Inselhauptstraße ME-1 nach Ciutadella. An einer schmalen Asphaltstraße, die 100 Meter vor der Gemeindegrenze zu Alaior nach Norden abzweigt, gibt es nach 300 Metern einen kleinen Parkplatz. Dieser steht Besuchern der Fundstätten Sant Vicenç d’Alcaidús in der Gemeinde Alaior und Biniaiet Vell in der Gemeinde Maó zur Verfügung. Beide Fundorte gehörten in talayotischer Zeit zur selben Siedlung, sind aber heute durch die Asphaltstraße und die Gemeindegrenzen getrennt. Zwei Schautafeln vermitteln knappe Informationen zu beiden archäologischen Fundstätten, die jederzeit frei betreten werden können. Sant Vicenç d’Alcaidús liegt links der Straße auf abfallendem Gelände etwa 87 m über dem Meeresniveau. Nur etwa 800 Meter nordöstlich befinden sich die Hypogäen von Biniai Nou.

## Geschichte
Seine Blütezeit erlebte die Siedlung aus Biniaiet Vell und Sant Vicenç d’Alcaidús im 1. Jahrtausend v. Chr. Die in Sant Vicenç d’Alcaidús gefundenen Reste von Wohnhäusern stammen aus der eisenzeitlichen posttalayotischen Periode zwischen 550 und 123 v. Chr. Nachdem Menorca Teil des Römischen Reichs geworden war, war die Siedlung noch bis ins 4. oder 5. Jahrhundert bewohnt.
Finanziert von der Fundació March fanden von 1958 bis 1961 sowie 1966 Grabungen unter der Leitung von Maria Lluïsa Serra (1911–1967) statt. Anhand der Funde entdeckte Serra, dass es sich bei den auch von anderen talayotischen Fundstätten Menorcas bekannten kreisförmigen megalithischen Strukturen um die Reste von Wohngebäuden handelt.
Sant Vicenç d’Alcaidús steht seit 1966 unter Denkmalschutz und ist in der spanischen Datenbank für Kulturgüter (Bienes de Interés Cultural) unter der Nummer R-I-51-0003207 als Monumento registriert.

## Beschreibung

### Überblick
An der 2300 m² großen Fundstätte gibt es Reste von Gebäuden aus der talayotischen und der römischen Epoche Menorcas. Nicht alle Strukturen wurden ausgegraben. Eine Besonderheit ist der Komplex aus vier aneinandergereihten posttalayotischen Wohnhäusern und einer Säulenhalle (Hypostyl). Weiterhin findet man zwei Räume aus römischer Zeit und ein Hypogäum.

### Posttalayotische Wohnhäuser

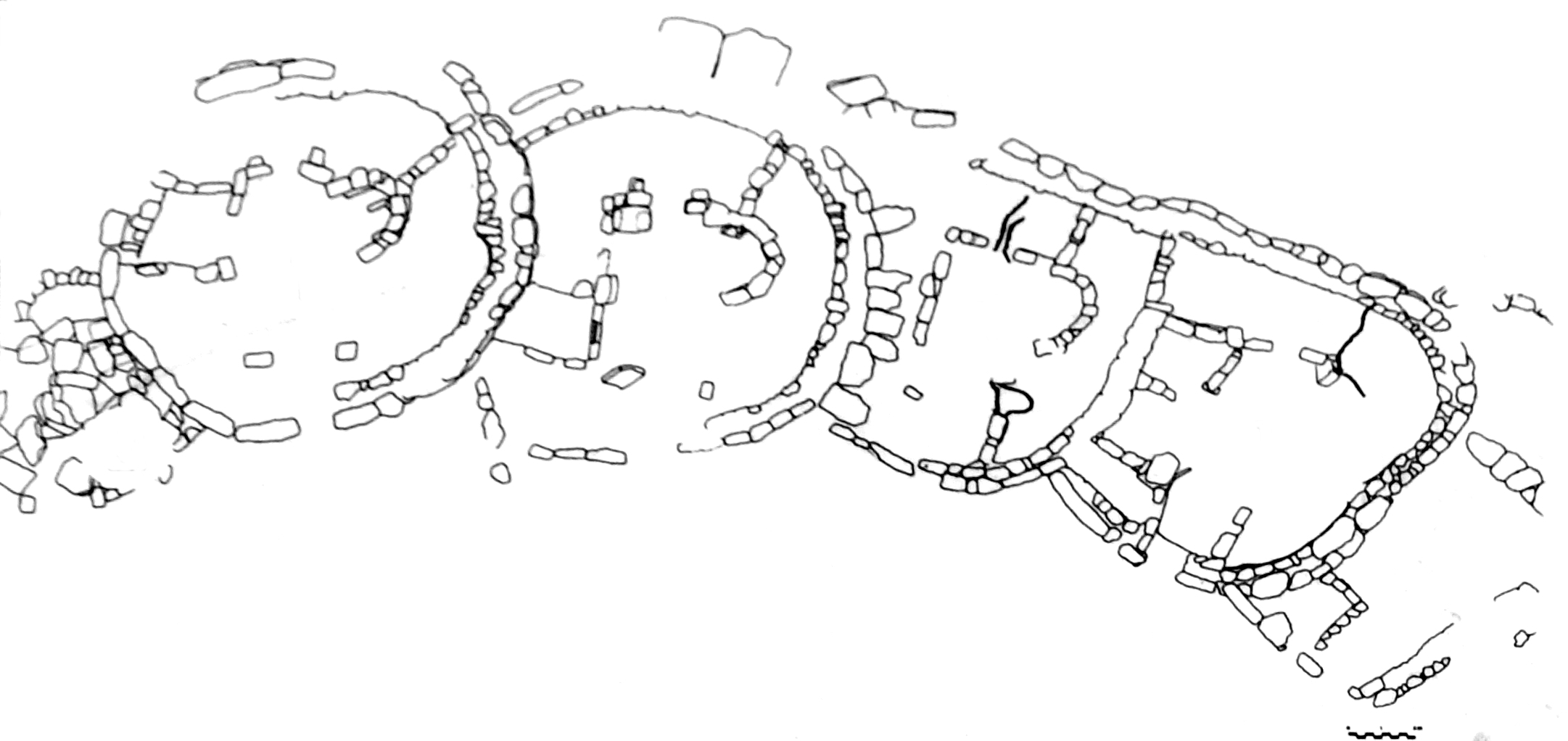
Grundriss der posttalayotischen Wohnhäuser (Cercles)

Vier der fünf von Serra ausgegrabenen Wohnhäuser sind in einer Reihe angeordnet. Als erstes wurde offenbar das westlichste Haus errichtet, an dessen Ostwand sich das zweite anlehnt usw. Die Häuser sind sogenannte Cercles (katalanisch für Kreis), die typischen Wohnhäuser der posttalayotischen Zeit. Alle gefundenen Cercles sind einander in Größe, Form und Raumaufteilung sehr ähnlich. Es handelt sich um fensterlose runde Gebäude, die von einer doppelwandigen Mauer begrenzt werden. Nach außen ist die Mauer aus großen flachen Steinblöcken zusammengefügt. Die Innenwand besteht dagegen aus deutlich kleineren Steinen. Der Raum zwischen den Wänden ist mit Schutt und Erde aufgefüllt.
Die Cercles besitzen jeweils einen südlich gelegenen Eingang zu einem Innenhof mit Feuerstelle, um den die Räume des Hauses radial angeordnet sind. Der Hof wird von fünf frei stehenden Säulen begrenzt, die einst das Dach trugen und an denen die Trennwände zwischen den einzelnen Räumen ansetzen. Die Cercles in Sant Vicenç d’Alcaidús haben Innendurchmesser von 10 bis 13,5 Metern.
Links vom Eingang des westlichsten Hauses befinden sich die Reste einer eingestürzten Säulenhalle. Vier der Säulen stehen noch, und drei der Steinplatten, die ursprünglich das Dach bildeten, sind noch vorhanden.

### Bauten aus römischer Zeit

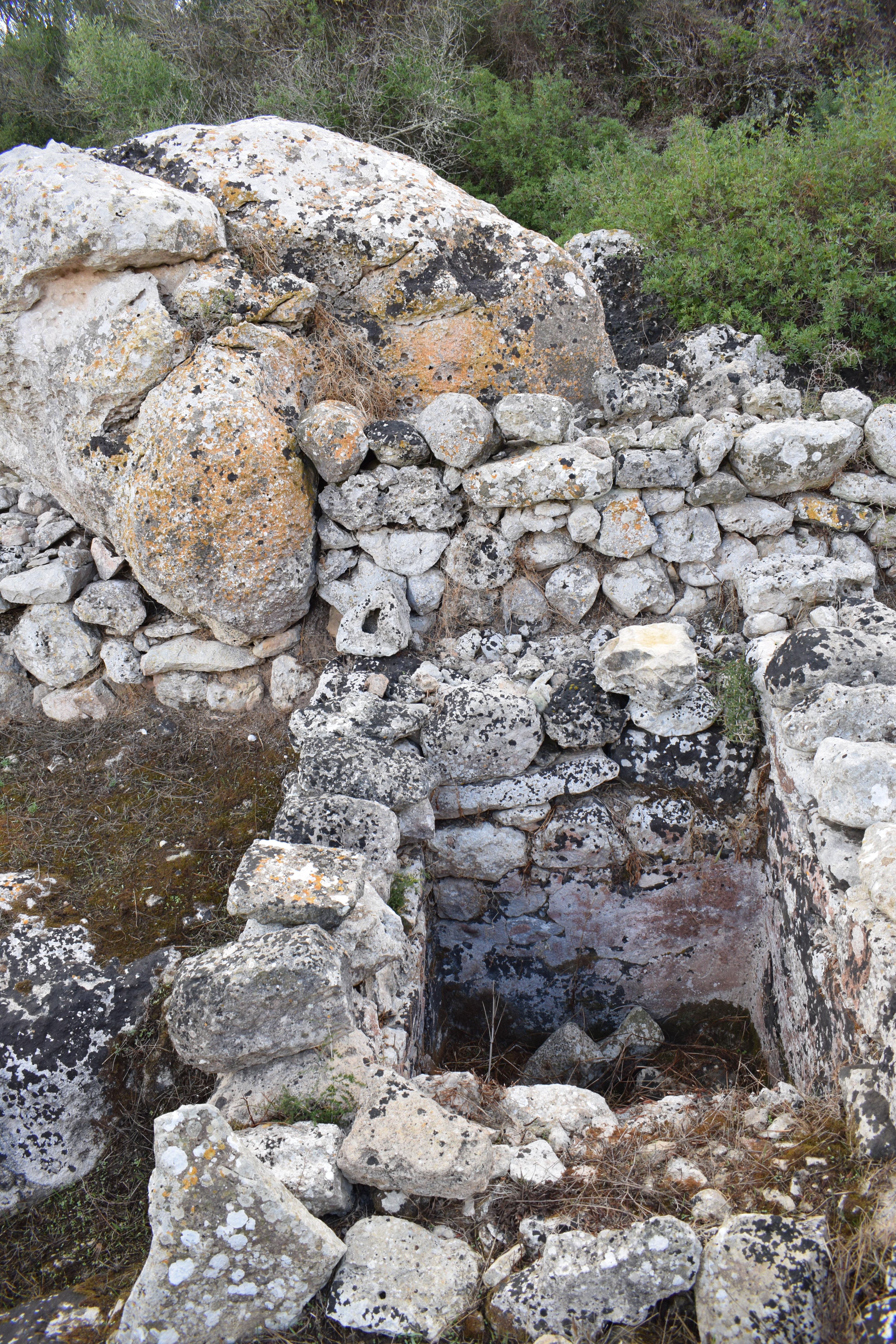
Zisterne aus römischer Zeit

An den östlichsten Cercle ist nach der Eingliederung Menorcas in das Römische Reich ein kleiner Raum angebaut worden, der als Werkstatt diente. Er besitzt eine mit Opus signinum ausgekleidete Zisterne, die zum Lagern von Flüssigkeiten benutzt wurde. Schräg gegenüber an den Mauern eines weiteren Cercle gibt es einen zweiten, rechteckigen Raum aus römischer Zeit. Wofür er genutzt wurde, ist nicht bekannt.